# Villas del Madrigal
Villas del Madrigal o Madrigal es un barrio ubicado en el noroccidente de Bogotá, Colombia. Hace parte de la localidad de Engativá, situándose al occidente de esta. Administrativamente, pertenece a la UPZ 73 y a la UPL Engativá.

## Toponimia
El nombre del barrio se debe a que los terrenos donde se construyó, le pertenecieron a la hacienda Madrigal, En 1978 fue loteada y vendida.

## Historia
- Primera etapa: Las primeras casas de Madrigal fueron construidas por la constructora capitalina en 1979, Esta primera etapa abarca la zona sur del barrio, teniendo como calle principal la 75, para esa época era la  principal vía de acceso por el costado sur, que en la actualidad limita con Álamos Norte.

- Segunda etapa: Las casas de Villas del Madrigal fueron construidas por la constructora de Luis Carlos Sarmiento (Construcciones Planificadas)en 1980 y el proyecto culminó en  1983.

- Tercera etapa: Los apartamentos de Madrigal fueron construidos 1981 y el proyecto culminó en  1984. En su momento este proyecto de propiedad horizontal fue innovador por tener los primeros parqueaderos subterráneos en el sector de Engativá.

- Cuarta etapa: Villas del  Madrigal reservado fue construido por la constructora de Luis Carlos Sarmiento a mediados de 1991 a 1993.[2]
- Número de viviendas construidas: 1469.  Área del Terreno: 16.37 ha.  Área de parques: 2.24 ha.  Georreferenciación: 4°42.438´ o 74°6,806´.
- La Iglesia Católica de Villas del Madrigal, fue construida entre 1998 a 1999.
- Salón Comunal: La sede social de Villas del Madrigal fue construido en 1999.

## Geografía
Ubicado entre las calles 80 a la 68 y entre las carreras 96 a la 101.

## Barrios vecinos
Al Norte
- Calle 80 - Portal 80, Centro Comercial Portal 80, Bochica II.

Al Sur
- Calle 68 - Álamos Norte, Centro Comercial Diver Plaza.

Al Oriente
- Carrera 96 (Avenida ALO) - Santa Rosita.

Al Occidente
- Carrera 101 (Parque Lineal) - Molinos del Viento.

## Sitios importantes

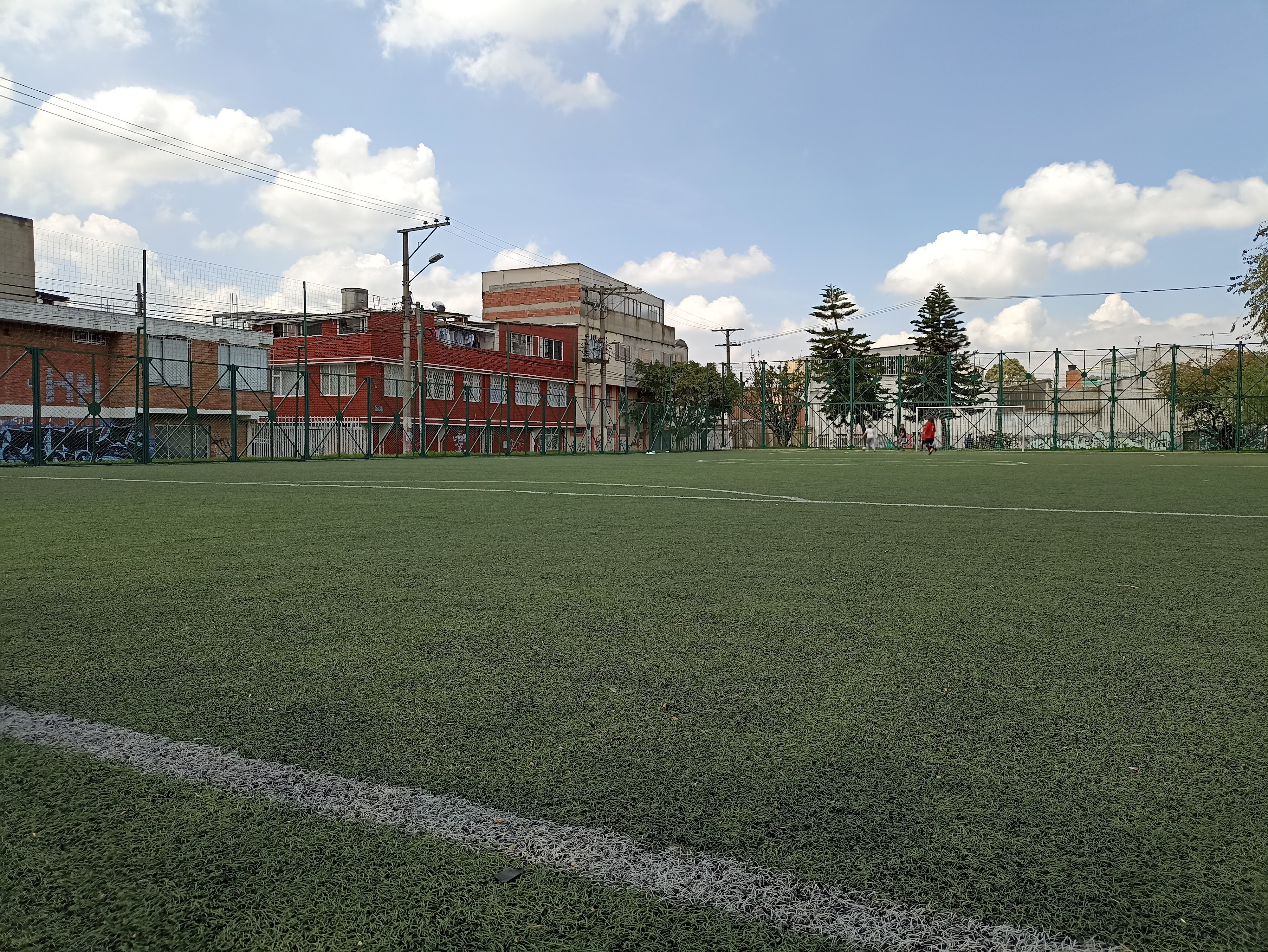
Cancha sintetica Villas del Madrigal

- Parque Triangular de Villas del Madrigal[3]
- Parroquia Madre del Divino Niño.
- Salón Comunal de Villas del Madrigal.
- Parque Lineal de Villas del Madrigal y Molinos del Viento.
- Colegio San Juan de Ávila - Sede Madrigal
- Gimnasio Psicopedagógico Villa Madrigal
- Colegio Mayor de Gales